# Jacob Jordaens
Jacob (Jacques) Jordaens, flamski slikar, risar in oblikovalec tapiserij, * 19. maj 1593, Antwerpen, † 18. oktober 1678, Antwerpen
Znan je bil po svojih zgodovinskih slikah, žanrskih prizorih in portretih. Po Petru Paulu Rubensu in Anthonyju van Dycku je bil vodilni flamski baročni slikar svojega časa. V nasprotju s sodobniki ni nikoli potoval v tujino, da bi študiral italijansko slikarstvo, njegovo kariero pa zaznamuje brezbrižnost do intelektualnih in dvornih teženj. Pravzaprav je, razen nekaj krajših potovanj na lokacije v Nizozemskih deželah, v Antwerpnu ostal celo življenje. Poleg tega, da je bil uspešen slikar, je bil tudi ugleden oblikovalec tapiserij.
Tako kot Rubens je tudi Jordaens slikal oltarne slike, mitološke in alegorične prizore, po letu 1640 - letu, ko je Rubens umrl - pa je bil najpomembnejši slikar v Antwerpnu za velika naročila in status njegovih pokroviteljev se je na splošno povečal. Vendar pa je danes najbolj znan po številnih velikih žanrskih prizorih, ki temeljijo na pregovorih v maniri njegovega sodobnika Jana Brueghela starejšega; znani sta sliki Kralj pije in Ko stari pojejo, mladi piskajo. Glavni umetniški vplivi Jordaensa so bili poleg Rubensa in družine Brueghel severnoitalijanski slikarji, kot so Jacopo Bassano, Paolo Veronese in Caravaggio.

## Življenjepis
Jacob (Jacques) Jordaens se je rodil 19. maja 1593, prvi od enajstih otrok, bogatemu trgovcu s perilom Jacobu Jordaensu starejšemu in Barbari van Wolschaten v Antwerpnu. O zgodnjem izobraževanju Jordaensa je malo znanega. Predvidevamo lahko, da je bil deležen prednosti izobraževanja, ki je običajno namenjeno otrokom njegovega družbenega sloja. Ta domneva je podkrepljena z jasnim rokopisom, znanjem francoščine in znanjem mitologije. Poznavanje svetopisemskih tem Jordaensa je razvidno iz njegovih številnih verskih slik, osebno zanimanje za Sveto pismo pa je okrepilo njegovo poznejše spreobrnjenje iz katolištva v protestantizem.
Tako kot Rubens je študiral pri Adamu van Noortu, ki je bil njegov edini učitelj. V tem času je Jordaens živel v Van Noortovi hiši na Everdijstraatu in se zelo zbližal s preostalo družino. Po osmih letih vajeništva z Van Noortom se je vpisal v Ceh svetega Luke kot umetnik akvarelov. Ta medij so v 17: stoletju pogosto uporabljali za pripravo risb za tapiserije,  čeprav primerov njegovih najzgodnejših akvarelnih del ni več. Istega leta, ko je vstopil v ceh, 1616, se je poročil z najstarejšo hčerko svojega učitelja, Anno Catharino van Noort, s katero je imel tri otroke. Leta 1618 je Jordaens kupil hišo v Hoogstraatu (območje v Antwerpnu, v katerem je odraščal). Potem je pozneje kupil še sosednjo hišo, da bi leta 1639 razširil svoje gospodinjstvo in delovni prostor, posnemajoč Rubensovo hišo, zgrajeno dve desetletji prej. Tu je živel in delal do svoje smrti leta 1678.
Jordaens ni nikoli odšel na tradicionalno potovanje v Italijo, da bi preučeval klasično in renesančno umetnost. Kljub temu si je veliko prizadeval za preučevanje grafik ali del italijanskih mojstrov, ki so bila na voljo v severni Evropi. Na primer, znano je, da je Jordaens preučeval Tiziana, Veronesaja, Caravaggia in Bassana bodisi z grafikami, kopijami ali izvirniki (na primer Caravaggiova  Roženvenska Mati Božja). Njegovo delo pa izda lokalno tradicijo, zlasti žanrsko tradicijo Pieterja Bruegla starejšega, ko iskreno, z verodostojnostjo upodobi flamsko življenje in prikaže navadne ljudi v prazničnih izrazih življenja. Njegova naročila so pogosto prihajala od bogatih lokalnih flamskih pokroviteljev in duhovščine, čeprav je kasneje v svoji karieri delal za dvor in vlade po Evropi. Poleg velikega obsega monumentalnih oljnih slik je bil ploden oblikovalec tapiserij, kariera odraža njegovo zgodnje šolanje za "akvarelnega" slikarja.
Pomembnost Jordaensa lahko vidimo tudi po številu učencev; Ceh svetega Luke beleži petnajst uradnih učencev od 1621 do 1667, šest drugih pa je bilo kot učenci zapisano v sodnih listinah in ne v cehovskih evidencah, zato je verjetno imel več učencev, kot je bilo uradno evidentiranih. Med njimi sta bila tudi njegov bratranec in sin Jakob. Tako kot Rubens in drugi umetniki v tistem času se je tudi Jordaensova delavnica pri izdelavi njegovih slik zanašala na pomočnike in učence. Ni se veliko teh učencev proslavilo , vendar je bil položaj v Jordaensovi delavnici zelo zaželen za mlade umetnike iz vse Evrope.

## Vpliv Rubensa
Na Jordaensa je močno vplival Peter Paul Rubens, ki ga je občasno zaposlil za reprodukcijo majhnih skic v večjem formatu. Po Rubensovi smrti je Jordaens napredoval na mesto enega najbolj občudovanih slikarjev v Antwerpnu. Tako kot Rubens se je tudi Jordaens zanašal na toplo paleto, naturalizem in obvladovanje svetlobe in tenebrizma. Bil je le zmerno uspešen kot portretist, vendar se je odlikoval v predstavitvah osnovnega značaja človeštva. Njegove klasično navdihnjene kmečke teme in obsežni moralistični žanrski prizori so vplivali na Jana Steena. Čeprav se Jacob Jordaens ni specializiral, je pogosto ponavljal teme, ki so temeljile na pregovorih, ko je upodabljal širok spekter likov različnih starosti, natlačenih v prazničnem prizoru okoli pogostitvene mize. Ti šaljivi deli dajejo občutek grobosti. Medtem ko se je Jordaens skozi svojo kariero oprl na Rubensove motive, njegovo delo ločujejo težnja po večjem realizmu, gneča na površini njegovih kompozicij in naklonjenost burleski, tudi v okviru verskih in mitoloških tem.  Prometej, c. 1640 je primer vpliva Rubensa in Fransa Snydersa. Medtem ko je navdih črpal iz njunega sodelovanja, je Jordaensova različica bolj upajoča pripoved.

### Motivi
Poleg tega, da je bil znan portretist, je Jordaens svinčnik uporabljal tudi v biblijskih, mitoloških in alegoričnih temah in celo jedkal številne plošče. Čeprav je bil predvsem slikar zgodovine, je slikal tudi ilustracije flamskih pregovorov, na primer Ko stari pojejo, mladi piskajo, in upodobitve flamskih praznovanj, na primer Kralj pije. Več njegovih del namiguje na strast do slikanja živali. Pogosto je vključeval različne živali, vključno s kravami, konji, perutnino, mačkami, psi in ovcami. Njegove risbe, tako živali kot ljudi, so bile uporabljene in omenjene v njegovem življenju. Po Rubensovi smrti leta 1640 je Jordaens postal novi vodilni umetnik Antwerpna. Šele po doseganju tega statusa je dobil kraljeva naročila, pretežno s severa. Od Rubenovih dedičev je dobil tudi naročilo, da dokonča Herkula in Andromedo za Filipa IV.
V letih 1635–40, ko je Rubens zbolel za protinom, je bilo Jordaensu naročeno, da uporablja Rubensove skice in dela na dekoraciji za zmagoviti vstop kardinala-infanta Ferdinanda, novega guvernerja španske Nizozemske, ob njegovem prihodu v Antwerpen leta 1635. Čeprav so dela izgubljena, je Karel I. Angleški v letih 1639–40 naročil Jordaensu, naj dokonča okrasitev kraljičine hiše v Greenwichu, naročilo, ki je bilo prvotno dano Rubensu, ki ga zaradi slabega zdravstvenega stanja ni mogel uresničiti.
Jordaens je sodeloval tudi pri skupnih prizadevanjih za okrasitev Torre de la Parada med 1636 in 1681. Dve deli v seriji, pripisani Jordaensu, sta Apolon in Pan (1637), narejena po Rubensovi skici, ter Vertummus in Pomona (1638). Nadaljnji razpravljani prispevki vključujejo Padec Titanov, Poroka Peleja in Tetide ter Kadmus seje zmajeve zobe. Leta 1661 so ga prosili, naj naslika tri, precej velike lunete za novo zgrajeni mestni hiši v Amsterdamu. 
Ob koncu Jordaensove kariere med letoma 1652 in 1678 so se njegove ustvarjalne in umetniške sposobnosti poslabšale. Iz živih barv se je preselil v sivo-modro paleto, včasih poudarjeno z dolgočasno rjavo barvo in nanesel barvo tako tanko, da je bilo mogoče videti platno. Vendar je bilo le malo izjem pri tem (na primer zgoraj omenjene verske slike, ki jih je ustvaril po prehodu v protestantizem), najbolj opazna pa je bila Zgodovina Psihe, ki jo je naredil za svojo hišo.

### Religija
Protestantska religija je bila v Antwerpnu prepovedana, ki je bil takrat še špansko zasedeno ozemlje. Proti koncu svojega življenja se je Jordaens spreobrnil v reformirani protestantizem, vendar je še naprej sprejemal naročila za okrasitev katoliških cerkva. Jordaens je bil zaradi škandaloznih ali heretičnih spisov med letoma 1651 in 1658 kaznovan z 200 funtov in 15 šilingov.

### Smrt in pokop
Jordaens je umrl zaradi skrivnostne antwerpenske bolezni (zweetziekte ali polderkoorts) oktobra 1678, ki je istega dne ubila tudi njegovo neporočeno hčerko Elizabeto, ki je živela z njim. Njuni telesi so pokopali pod enim nagrobnim spomenikom na protestantskem pokopališču v mestu Putte, vasici severno od belgijske meje, kjer je bila že prej pokopana njegova žena Katarina. V Putteju somu  leta 1877 postavili spomenik, posvečen in vsebuje nagrobnike Jordaensa in dveh njegovih slikarskih kolegov, Simona de Papeja (I) in Adriaana van Stalbemta. Stoji na lokaciji male protestantske cerkve in pokopališča, ki sta bili porušeni že leta prej. Doprsni kip na vrhu spomenika je izdelal Jef Lambeaux.
Leto po njegovi smrti je sin daroval »petindvajset flamskih funtov Camer van den Huysarmen v Antwerpnu«, sirotišnici za dekleta. Očitno je bilo to storjeno v naslednjem dopisovanju z oporoko, ki jo je zapustil Jacob Jordaens, dokument, ki ga še ni bilo mogoče najti. Tudi brez ugotovitve Jordaenove oporoke so njegovo dobroto prepoznali tisti, ki so ga poznali. Obstajajo številni drugi najdeni dokumenti, ki izražajo njegovo občudovanje drugih.

## Dela

### Čaščenje pastirjev
Čaščenje pastirjev (1616, 1618) prikazuje Devico Marijo, ki se pripravlja na dojenje otroka jezusa, medtem ko ga častijo flamski pastirji. Prizor je omejen na pet figur, ki so z izjemo Kristusa prikazane v polovični dolžini in poudarjajo intimnost prizora.
Pred letom 1616 je Jordaensa zanimala svetla, jasna paleta [manierizem|manierizma]]. Vendar na tej sliki eksperimentira z uporabo svetlobe in ne barve kot glavnega sredstva za oblikovanje figur v prostoru. To je dokaz njegovega zanimanja za Caravaggia. Glavni vir svetlobe v Čaščenju pastirjev je sveča, ki jo drži sveti Jožef. To odraža vpliv Adama Elsheimerja, ki je znan po tem, da je v središče svojih kompozicij postavil vir svetlobe. Morda je pri Jordaensovi uporabi realizma mogoče navesti še en vpliv Caravaggia. »Devica in otrok sta upodobljena v rustikalni preprostosti in niti malo idealizirana«.
Jordaens je naslikal vsaj šest drugih Čaščenj pastirjev. Običajno je te polovične figure tesno združil in prizor obrezal tako, da je gledalec svojo pozornost usmeril zgolj na figure. Ta kompozicijski pristop je poskušal okrepiti pripoved in poudariti izražanje likov.

### Beg Lota in njegove družine iz Sodome
Navdihnil ga je Ruebens, Jordaens je svoj ikonoklastični dvojnik naslikal v olju na platnu velikosti 170 × 200 cm leta 1620. Flamska slika, ki je trenutno v Narodnem muzeju zahodne umetnosti v Tokiu, prikazuje zgodbo iz knjige Geneze.

### Satir pri kmetih
Ta prizor, ki ga je Jordaens naslikal v številnih različicah, ponazarja moralizirajočo basen iz Ezopovih basni. Zgodba se začne z moškim in satirom. Nekega hladnega dne, ko sta se pogovarjala, je moški prislonil prste na usta in pihal nanje. Ko je satir vprašal razlog za to, je moški rekel, da je to storil, da bi si ogrel roke. Kasneje, ko sta se usedla, je moški dvignil posodo s toplo hrano proti ustom in pihal nanjo. Ko je satir spet vprašal za razlog, je rekel, da je to storil zato, da bi ohladil hrano. Satir nato človeku pravi: »Ne morem te več šteti za prijatelja, kolega, ki z isto sapo piha vroče in hladno«. Morala te zgodbe je dvojnost človeške narave, čeprav nekateri verjamejo, da Jordaens te zgodbe ni izbral zaradi zanimanja za njeno moralno lekcijo, temveč zaradi zanimanja za kmečki prizor.
Poseben trenutek, ki ga Jordaens prikaže na svoji sliki, je, ko satir izjavi, da mu ne more zaupati. Moški jedo, medtem ko se satir naglo dvigne z dvignjeno roko, preden zapusti moški dom. Jordaens se odloči, da bo prizorišče postavil v kmečko hišo, skupaj z bikom, psom, mačko in petelinom, integriranimi okoli pohištva in figur. Za mizo so zastopane različne starostne skupine; mlad moški stoji za moškim na stolu, starka drži majhnega otroka, medtem ko mladostnica gleda čez Satirjevo ramo.
Za Jordaensov umetniški slog je značilen način, kako so vse figure potisnjene naprej proti sprednji strani kompozicije, strnjene v tem majhnem prostoru. Jordaens s tenebrizmom in s chiaroscurom ustvari dramatično razsvetljavo, ki osvetli določene figure v prizoru, na primer otroka v naročju starke. Jordaens ustvarja občutek naturalizma z upodobitvijo umazanih nog sedečega kmeta, ki sedi v ospredju in ga povezuje s karavagističnimi težnjami v flamski umetnosti tistega časa. Jordaens je okoli 1620–21 ustvaril dve različici te teme. Zdi se, da je pri tej različici za Satira in kmeta uporabljal isti model, kot za Čaščenje pastirjev in mislijo, da je Jordaens to sliko uporabil kot navodilo pomočnikom in učencem. Najdene so številne različice in kopije, ki imajo enak slog, vendar brez mojstrskega žiga.

### Kandaul, Nisia in Gig
Ta slika ponazarja Herodotovo različico zgodbe o Kandaulu. Morala te zgodbe je dolžnost moža, da zaščiti svojo ženo. Ko bo kršil to dolžnost, bo nastala tragedija; v tem primeru Kandaul umre. Jordaens je to zgodbo izbral zaradi zanimanja za njeno moralno lekcijo.
Poseben trenutek, ki ga Jordaens prikaže na svoji sliki, je, ko Nisia, ko je končala z razdejanjem, gre v posteljo in še ni zaznala njene skrunitve. Oba moža prikazuje, kako se skrivata, kar je odmik od prvotne zgodbe, kot jo je povedal Herodot.
Jordaens je prizorišče postavil v spalnico, skupaj s psom in toaletnimi predmeti, integriranimi okoli pohištva in figur.
Značilnost Jordaensovega umetniškega sloga je uporaba tenebrizma in chiaroscuro za ustvarjanje dramatične razsvetljave, ki osvetli Nisio na prizorišču in poudari njena ramena in zadnjico. Jordaens ustvarja občutek naturalizma z upodobitvijo psa, ki sedi v levem ospredju na stolčku.

### Avtoportret z ženo in hčerko Elizabeto
Tu vidimo Jordaensa z ženo Katarino van Noort, najstarejšim otrokom Elizabeto in hlapcem. Slika je datirana okoli leta 1621–22, ker je videti, da je Elizabeta stara približno 4 leta in se je rodila leta 1617. [23] Vsi na sliki gledajo gledalca, kot da bi jih povabili k skupini. Jardin d'amour je bila starodavna tradicija, ki jo je Jordaens predstavljal na svojem družinskem portretu.
Vidimo, da je v sliko vlil tudi precejšnjo mero simbolike, ki pomaga pri pomenu. »Prepletene trte za parom simbolizira neločljivost moža in žene«. Elizabeta v roki drži sadje, ki je simbol ljubezni, rože, ki jih ima v svoji košarici, pa odražajo nedolžnost in čistost. »V zgornjem levem delu je papiga, ki prikazuje zakonsko zvestobo. Druga žival, ki je spodaj desno, je pes, ki predstavlja zvestobo in zaupanje«.
To je eden prvih primerov ugotovitev revmatodnega artritisa v nizozemski umetnosti. Malo dokazov o revmatoidnem artritisu, kot je bolezen je bilo opaženo v umetnosti ali skeletni ostanki pred 17. stoletjem v Evropi in severni Afriki. Ugotovitve, ki kažejo na revmatoidni artritis, se pojavijo v nizozemski umetnosti 17. stoletja. Podrobnosti iz La Familia de Jordaens en un Jardín, avtorja Jacoba Jordaensa, kažejo otekanje metakarpalno-falangealnega in proksimalnega medfalangealnega sklepa.

### Sv. Peter najde denar za davek
To delo, ki je bilo najverjetneje naslikano okoli leta 1623 za amsterdamskega trgovca z železom in orožjem Louisom de Geerjem I., predstavlja zgodbo iz Matejevega evangelija Mt 17,24–27, v kateri Jezus reče Petru, naj ulovi ribo, v njejj pa bo našel denar za plačilo davka v Kafarnauma. Sestava je gneča, središče dogajanja pa se dogaja znotraj čolna. Peter in drugi apostoli so vidni na desni strani slike in strmijo navzdol, ko Peter vleče ribo iz vode. Te figure gledalca ne priznavajo. Vendar pa na sliko gledalca gledajo druge figure: ženska z otrokom in moški, ki s veslom uravnava čoln. Večina figur pa se ukvarja vsak s svojo nalogo, ne glede na to, ali gre za iskanje rib, upravljanje s čolnom ali pa sedijo kot potniki, ki čakajo na cilj. Raznolikost človeškega izražanja izhaja iz Jordaensovih študij glav, od katerih jih je veliko mogoče prepoznati iz drugih njegovih del. Nedavno restavratorsko obdelavo slike je spremljala velika in v celoti ilustrirana knjiga, ki sega zelo globoko pod površino slike in predstavlja različne pristope in rezultate najnovejših raziskav ter daje temeljito sliko Jordaensa, njegovih del in njegov čas.

### Mučeništvo sv. Apolonije
Cerkev sv. Avguština v Antwerpnu je imela tri oltarje. Na vsakem oltarju je bila ena velika slika Rubensa, van Dycka ali Jordaensa. Vse tri slike so nastale leta 1628. Nad visokim ali glavnim oltarjem v sredini je visela Rubensova Marijo in otroka častijo svetniki. Oltar na levi je vseboval van Dyckovo Sv. Avguštin v ekstazi, na koncu pa je nad oltarjem na desni, visela Jordaensova Mučeništvo sv. Apolonije. Mučeništvo sv. Apolonije, ki je v 3. stoletju skočila v ogenj, namesto da bi zanikala svojo vero, je Jordaens natrpal in dramatiziral. Rubens, van Dyck in Jordaens so bili največji baročni slikarji v Antwerpnu in edini čas, ko so ti trije slikarji hkrati sodelovali, je bil med naročilom cerkve sv. Avguština. Skupaj so teme vsake slike povezane med seboj. Rubensov del je bil Devica, obkrožena s svetniki, van Dyck in Jordaens pa sta vsak naslikala svetnike, ki uokvirjajo Devico. Svetniške podobe so gledalca vabile, naj se z mučeništvom ali meništvom približa nebesom in Bogu.

### Dojenčka Jupitra hrani koza Amalteja
Ob vznožju položnega pobočja je Dojenček Jupiter, ki ga hrani koza Amalteja (1630–35), postavljen v krajino. Kompozicija se osredotoča na nimfo Andrasteo, katere bledi goloti nasprotujejo temnejši odtenki drugih figur. Sedi na tleh z nogami, ki so deloma zložene pod njo in s krpo, povito okoli bokov. Ima eno roko na hrbtu koze Amaleteje, druga pa vleče kozje vime in brizga mleko v posodo. Dojenček Jupiter sedi za njo, drži prazno steklenico in joka za hrano. V poskusu, da bi odvrnil pozornost Jupitra, satir potegne vejo. Gravira po platnu Schelte a Bolswerta pojasnjuje moralni pomen teme: v skladu z latinskim napisom na grafiki je bilo kozje mleko s katerim je bil Jupiter hranjen kot otrok, je bilo odgovorno za njegovo razvpito nezvestobo.

### Kralj pije
Jordaens je naslikal več različic te teme, vključno delom iz ok. 1640 v Kraljevem muzeju umetnosti v Bruslju. Epifanija se v Flandriji praznuje 6. januarja. To je praznovanje hrane, vina in veselja, ki ga delijo z družino. Ena oseba postane kralj za večer, kar Jordaens zamišljeno prikazuje kot najstarejšo osebo v sobi. Preostale njegove sodelavce določi on.
V eni različici je na sliki prikazanih več kot 17 ljudi in vsi so tesno skupaj. V drugi različici so bližje ravnini slike in bolj razmaknjeni. Slika prikazuje, da čustva naraščajo, z izjemno bučnimi izrazi ljudi. Zdi se, da bo prišlo do prepira, ki bo kmalu izbruhnila, izraz moškega, ki bruha, pa se zdi preveč beden. Jordaens s to sliko izraža svojo nenaklonjenost do pijanstva z geslom, napisanim na vrhu, ki pomeni: »Nič ni bolj podobno norcu kot pijanec«.

### Ko stari pojejo, mladi piskajo
Ko stari pojejo, mladi piskajo (ok. 1638–1640) velja za spremljevalca Kralj pije (Louvre, Pariz). Obe sliki sta moralizirajoče narave, imata skoraj enake mere in sorodne sloge. Slika  prikazuje tri generacije bogatih antwerpenskih meščanov, ki sedijo za mizo in ustvarjajo glasbo. Ker je bila tema priljubljena, je nastalo več različic te slike. V prikazani različici je Jordaensov tast Adam van Noort upodobljen kot starec. V tej priljubljeni slikarski zvrsti so osebe starejših in srednjih let vedno upodobljene, kako pojejo in ustvarjajo glasbo, ko otroci piskajo. Naslov temelji na priljubljenem pregovoru iz knjige Spiegel van den Ouden ende Nieuwen Tijdt, emblema knjige Jacoba Catsa, objavljenega leta 1632. Nizozemski pregovor je Zo de ouden zongen, zo piepen de jongen, ki se nanaša na navado ptic do posnemajo piskajoč ali cvrkotajoč glas svojih staršev. Cats, kalvinist, je pregovor prevedel v moralizatorsko sporočilo; starši morajo biti pozorni na svoja dejanja in besede, ker bodo otroci kopirali svoje starejše. Jan Steen je na svojih slikah na isto temo iz okoli 1668 in 1670 uporabljal tudi gajdo in flavto, celo upodabljal pesem Catsa v prvem od obeh prizorov. Jordaens pa na svojih slikah posreduje to moralizatorsko sporočilo in idejo, da mlajše generacije nasledijo svoje starše. Sova, ki velja za ptico noči in se nahaja na pletenem stolu starejše ženske, služi kot memento mori, spomin na smrtnost.

### Vklenjeni Prometej
Jordaensova slika Vklenjeni Prometej iz leta 1640 (prikaz mitološke zgodbe o titanu Prometeju, ki mu je orel vsak dan izkljuval jetra, da bi se naslednji dan regenerirala in se je cikel začel na novo. Zevs je za njegovo drznost ko je podaril človeku ogenj, ne samo v fizični obliki, ampak tudi v ognju razuma, ki je lahko povezan s človekovo ustvarjalnostjo v umetnosti in znanosti, Prometeja kaznoval. Jordaensova upodobitev je zelo podobna Rubensovi Vklenjeni Prometej. Jordaensov položaj orla in obrnjen nazaj, junaško goli krvavi Prometej, pa tudi kaznovanje in bolečina človeka s spastičnimi zvitimi in izkrivljenimi gibi, so prav tako pogoste teme v Rubensovi različici.
Razlika je v upodobitvi Hermesa, kar lahko trdimo, da je nota optimizma, da bomo rešeni; tako kot v drugih različicah mitologije tudi Hermes pomaga doseči Prometejevo izpustitev. Kljub temu v zvezi Prometeja, ki ga pripisujejo Ajshilu, Hermes slabo ravna s Prometejem, kar bi zagovarjalo optimistično razlago. Prikaz vreč s kostmi (ki so jih v drugem delu mita uporabljali za prevaro Zevsa) in glinen kip (ki predstavlja njegovo stvaritev človeka) tudi niso del Rubensove slike. Druga opazna razlika je videz čiste agonije v Jordaensovem Prometeju, medtem ko se Rubensova figura opira na predlog zvite figure, da izrazi enak občutek. Jordaensov Prometej je obrazna študija, prevladujoča tema, ki so jo istočasno našli na slikah Jordaensa in drugih umetnikov.

### Merkur in Argus
Merkur in Argus, naslikana okoli leta 1620, prikazuje prizor iz zgodbe o Merkurju, Argusu in Ioju, ki ga najdemo v Metamorfozah, ki jih je napisal Ovid (I, 583; IX, 687).
Jupiter (Zevs) se zaljubi v Io, Herino svečenico, njegova žena pa hitro odkrije afero. Jupiter se spremeni v bika in Io spremeni v čudovito belo telico, da se skrije pred Herino jezo. Hera razume njegovo strategijo in telico zahteva kot darilo. Za konec njune zveze Hera postavi Io pod stražo velikana Argosa Panoptesa, ki ima 100 oči. Jupiter ukaže sinu Merkurju (Hermes), naj Io osvobodi tako, da Argosa uspava z začarano piščaljo. Merkur povabi Argosa, preoblečen v pastirja, v svoj tabor, ga očara z uspavankami, nato pa mu odseka glavo. Slika je na ogled v Muzeju lepih umetnosti v Lyonu.

### Nočna vizija
Jordaensova Nočna vizija prikazuje temen in mračen prizor mladeniča, ki ga v snu muči prikazen gole ženske. Na levi strani kompozicije starejša in mlajša ženska odpreta vrata, pokukata noter in osvetlita prostor z mehko svetlobo sveč. Zdi se, da sta osupli ob pogledu na prikazen. Jordaens poudarja začasnost tega prizora, tako da nekaterim elementom omogoča, da močno izstopajo nasploh na temnih tleh slike. Na primer, speči fant je prav nespretno podrl bakreni lonec in svečnik, ki zdaj leži v ospredju slike. Pri tem delu je posebna pozornost namenjena tudi tkaninam. Jordaens ustvarja občutek vetra tako s tekočo belo krpo, ki jo drži prikazen, kot z vihravim rdečim oblačilom, ki ga nosi starka. Erwin Bielefeld trdi, da je na tej sliki najverjetneje upodobljena zgodba, ki jo je za rimskega cesarja Hadrijana napisal Flegon Traljski, za katero je Jordaens morda imel dostop do prevoda ali bi se lahko prilagodil iz sodobnejše različice. Starodavna zgodba pripoveduje zgodbo mladeniča Marchete, ki ostane gost bogatega para. Ponoči je spanec Marcheta moten, ko sanja o Filinioni, pokojni hčerki para. Zgrabi krpo, v katero je bilo zavito njeno truplo, Filiniona v obliki vampirja prosi, da bi legla k Marchetu. Filinionina mati Charito, ki jo prebudijo zvoki iz sobe, gre s pomočjo služabnice v preiskavo. Ob vstopu v sobo se zgrozita nad pogledom pokojne hčerke. Zdi se, da je Jordaensova Nočna vizija zelo zvest prikaz Flegonove zgodbe in prikazuje odločilni trenutek ali vrhunec antične zgodbe. Vplivi, ki se kažejo na tej podobi, so med delom Jordaensa pogosti. Jordaens si predvsem izposodi uporabo sveč kot glavnega vira svetlobe pri Elsheimerju in uporabo tenebrizma za ustvarjanje drame od Caravaggia.

### Triumf Frederika Hendrika
Jordaensova slika Triumf Frederika Hendrika, naslikana leta 1651, prikazuje več kot petdeset figur, ki obkrožajo Stadholderja Frederika Hendrika in njegove sorodnike. Delo je naslikal v čast Stadholderja Frederika Hendrika, princa Oranskega, naročila pa ga je njegova soproga Amalia van Solms. Želela se je spomniti Stadholderja po njegovi smrti leta 1647. Zbirka del, ki so jih sestavljali, je bila, kot je bila običajna praksa tistega časa, namenjena poveličevanju princa in njegovih junaških dejanj. Namesto da bi opisoval dogodke z naravnost podobami in ikonami, je bila zbirka naslikana v alegorijah, s katerimi je Stadholder ustoličen kot junaški in krepostni. Razstavljena je bila v Huis ten Bosch (Hiša v gozdu), ki se je zgradila kot predmestni umik Amalie van Solms (danes kraljeva palača). Slika visi v Oranjezaalu, zadnji preostali nedotaknjeni notranjosti Huis ten Bosch, ki pokriva večji del spodnjega dela sobe, saj je precej velika in popolnoma prevladujoča v sobi. 
Frederik Hendrik se vozi na zmagoviti kočiji, ki ga nosijo kot boga, kot prinašalca miru in kot tisti, ki kaže blaginjo, prikazano v oljčnih vejah in rogovih obilja. Na obeh straneh slike sta portreta moških, ki nosita izdelke iz Zahodne in Vzhodne Indije. Zaradi tega se zdi, da je princ odgovoren izključno za vojaške zmage in neizmerno bogastvo republike. Delo je bilo intenzivno zapleteno. Še danes znanstveniki razpravljajo o številnih referencah Jordaensa, vključenih v sliko. Mnogi jih težko dešifrirajo. Na splošno se zdi enostavno zbrati glavno sporočilo Jordaensa, vključeno v sliko, vendar je napolnjena s toliko več simboličnimi ljudmi in figurami, da bi sodobniki potrebovali nadaljnjo razlago umetnika, da bi razumeli vso sliko.

### Druga dela
- Portret mladih zakoncev, ok. 1621–22, Museum of Fine Arts, Boston[34]
- Trije potujoči glasbeniki, 1645-1650. Prado, Madrid.
- Ljubezen Kupida in Psihe, 1640-1650. Prado, Madrid.
- Pietà, 1650-1660. Prado, Madrid.
- Satir igra na piščal, Bilbao Fine Arts Museum, Bilbao.

## Oblikovanje tapiserij
Najpomembnejše delo Jacoba Jordaensa so bili številni načrti tapiserij. Kot najbolj donosna umetnost so bile tapiserije dragocene skozi renesanso in barok. Te velike stenske zavese so se začele pojavljati na stenah bogatega evropskega plemstva v 14. stoletju. Po uspehu Bruseljskih tapiserij (delavnice v Bruslju), tkanih po kartonih Rafaela, so pokrovitelji 16. in 17. stoletja zaposlili umetnike kot oblikovalce tapiserij; Jacob Jordaens, Peter Paul Rubens in Pietro da Cortona so zavetnikom alegorično laskali na način, ki bi jih identificiral s slavnimi zgodovinskimi ali mitološkimi osebnostmi kot obliko plemiške samopromocije. Jordaens je ugotovil, da je bil še posebej uspešen v tapiserijah. Na tem področju je bil še posebej motiviran, njegova izpopolnjena tehnika in slog pa sta mu prinesla številna naročila. Videli so ga kot enega vodilnih oblikovalcev tapiserij te dobe.
Jordaensov postopek ustvarjanja tapiserije je vključeval predhodno risbo ali skico zasnove. Nato se je zasnova prenesla na večjo, podrobnejšo oljno skico za celovit karton, iz katerega so tkalci pri tkanju delali neposredno. Jordaens je načrtovanje tapiserije začel z izvedbo pripravljalne risbe, obarvane z vodotopnimi pigmenti. Čeprav je Jordaens naredil nekaj skic v olju, je bila večina izvedenih na papirju ali kasneje v karieri neposredno na platnu. Jordaensove tapiserije so bile narejene za aristokracijo, ki jim je dajala tako visoko vrednost, da  jih je nosila s seboj, ko so potovali ali odhajali na vojaške pohode kot simbol njihovega statusa. Obseg Jordaensovega umetniškega predstavljanja je bil raznolik, od mitologije, podeželskega življenja do zgodovine Karla Velikega. Ugotovljeno je bilo, da je Jordaensov dizajn tapiserije vključeval gosto organizirane množice figur, urejenih v ravno dvodimenzionalno slikovno ravnino, ki poudarja površinske vzorce, kar je povzročilo 'tkano sliko'. Tako kot je rad množil svoje žanrske slike, jih je prenašal naprej na svoje tapiserije.
Risba za tapiserijo Notranjost kuhinje je primer dela postopka, ki ga je uporabil Jacob Jordaens. Uporabil je rjavo črnilo in na papir nanesel barvo nad črno kredo, da je na mizo postavil tihožitje in kako naj bodo razporejene figure. Končna tapiserija se je sicer spremenila, vendar se je prvotna zasnova, ki si je izposodila elemente slik tihožitja antwerpenskega umetnika Fransa Snydersa iz 17. stoletja, dokaj natančno držala.

## Risbe
Ohranjal je trende v flamskem slikarstvu, a je bil Jordaens tudi zagovornik razširitve Rubensovega in Van Dyckovega 'slikarskega' umetniškega sloga njegovemu izjemno plodnemu telesu pripravljalnih risb. Danes Jordaensu pripisujejo približno 450 risb, vendar pa se zaradi podobnega opusa še kar nadaljujejo znanstvene razprave glede natančnega pripisovanja flamskih risb Jordaensu ali Rubensu. Jordaens in njegovi sodobniki so bili zagovorniki flamskega trenda k izdelovanju, razširjanju in spreminjanju pripravljalnih osnutkov za večje slike ali dodajanju klasičnega umetniškega ideala njihovemu vizualnemu besednjaku. Kot slikar-risar je Jordaens pogosto uporabljal gvaš in pranje svojih pripravljalnih risb in je bil znan kot izjemno varčen pri uporabi papirja, saj ni nikoli okleval z dodajanjem trakov, odrezovanjem neželenih delov ali lepljenjem obstoječega dela da doseže želeni učinek

### Alegorija aprila
O temi te risbe (datum neznan) se že dolgo razpravlja. Upodobitev gole ženske figure na vrhu bika je morda lahko aluzija na zgodbo o ugrabitvi Evrope, pri čemer je Evropa gola ženska in Jupiter v preobleki bika. Drugi argument v zvezi z vsebino risbe je, da gre morda za alegorijo meseca aprila. Če je to res predvidena tema risbe, bi bik predstavljal zodiakalno znamenje Bika, medtem ko bi bila gola samica, ki drži šopek rož, upodobitev Flore, boginje pomladi. Figure, ki spremljajo Floro, bi bile najverjetneje Cerera, boginja kmetijstva, in Silen, Bakhov inštruktor in svetovalec.